# هيو كير
هيو كير (بالإنجليزية: Hugh Kerr)‏ هو سياسي بريطاني، ولد في 9 يوليو 1944. حزبياً، نشط في حزب العمال والحزب القومي الاسكتلندي. في انتخابات البرلمان الأوروبي 1994، انتخب عضو في البرلمان الأوروبي عن دائرة Essex West and Hertfordshire East (European Parliament constituency) ‏ لترشحه ضمن قائمة حزب العمال، وقد انضم خلال فترته النيابية (19 يوليو 1994 – 19 يوليو 1999) للكتلة البرلمانية المجموعة الخضراء في البرلمان الأوروبي ‏.